# Rabia aérea
La rabia aérea (en inglés: air rage o sky rage) es un comportamiento perturbador o violento cometido por los pasajeros y la tripulación de una aeronave, normalmente durante el vuelo. La rabia aérea generalmente se refiere al comportamiento de un pasajero, que probablemente es causado por tensiones fisiológicas o psicológicas asociadas con el viaje aéreo, como cuando un pasajero se vuelve indisciplinado, iracundo o violento en una aeronave durante un vuelo. Los expertos apuntan como algunas de las causas de la rabia aérea a la falta de espacio en los aviones, la frustración y la fatiga, a veces acumuladas en los retrasos en los aeropuertos, el estrés y la prohibición de fumar a bordo. Los casos más graves suelen estar relacionados con el alcohol.
Detener y expulsar al infractor a menudo no es una opción práctica, ya que el aterrizaje supondría un inconveniente para el plan de vuelo de la aeronave y los demás pasajeros más que para la persona que se comporta mal. Sin embargo, a diferencia de los grandes barcos, no hay suficiente espacio a bordo para retener al infractor en una zona aislada hasta su llegada. Por lo tanto, las desviaciones o paradas no programadas pueden ocurrir.
Ejemplos de comportamientos que amenazan la seguridad del vuelo incluyen el incumplimiento de las normas de seguridad o un comportamiento que da sospecha de una amenaza a la seguridad del vuelo.
La ira incontrolada de un pasajero de una aerolínea generalmente se expresa en un comportamiento agresivo o violento en el compartimiento del pasajero, pero la rabia aérea puede tener implicaciones graves, especialmente si el infractor decide interferir con los controles de navegación o de vuelo de la aeronave.